# Soldanella villosa
Soldanella villosa es una planta herbácea perenne perteneciente a las familia de las primuláceas.

## Descripción

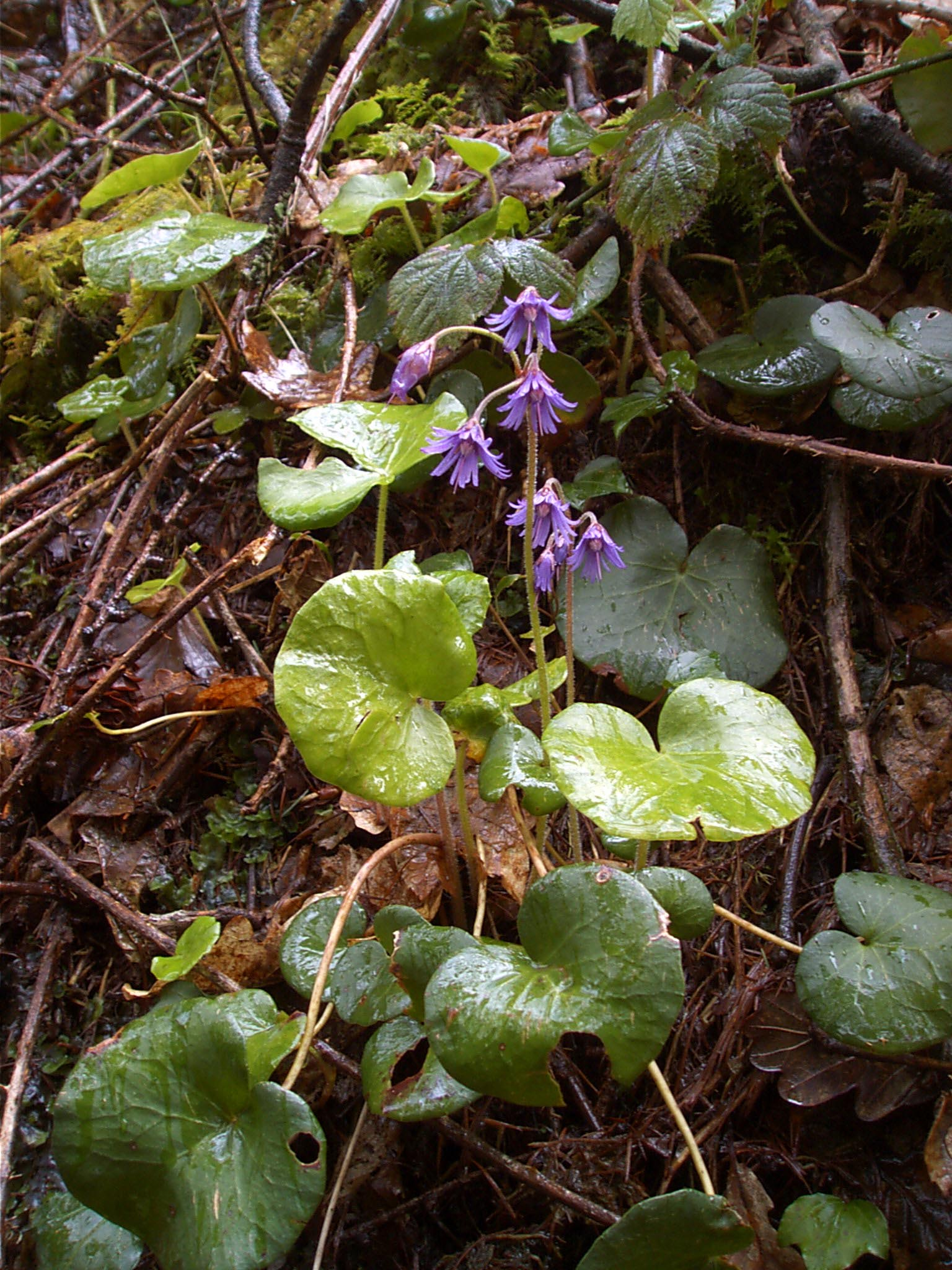

Planta herbácea perenne. Desarrolla rizomas subterráneos de los que surgen rosetas de hojas provistas de peciolos reniformes de 5-15 cm, con pelos glandulíferos de hasta 1 mm. La inflorescencia está formada por 1 a 5 flores inclinadas, agrupadas en forma de umbela al final de un largo escapo. El cáliz, de 5 mm, está formado por 5 sépalos iguales más o menos triangulares y de color verde. Cinco pétalos de color lilacino, profundamente recortados en estrechos lóbulos. Fruto en cápsula alargada y acrescente.
Florece entre abril y mayo, y fructifica entre mayo y junio. Sin   embargo,   se   reproduce   principalmente   por   vía   vegetativa,   mediante   tallos   enraizantes.

## Distribución
Es un endemismo vasco-cantábrico que se distribuye desde el País Vasco francés hasta el occidente de Cantabria. Los Pirineos Atlánticos y parte oriental de Guipúzcoa confomar el área de distribución principal de la especie, mientras que las poblaciones de Vizcaya y Cantabria quedan muy lejos y aisladas de estas.

## Hábitat
Crece en taludes y grietas de rocas cubiertas de musgos, habitualmente junto a arroyos y barrancos húmedos, en bordes de cascadas o de manantiales. Normalmente, aparece en ambientes de robledales o hayedos, y en menor medida, en bordes de juncales Acidófilos o zonas higroturbosas.

## Tamaño y evolución de la población
Tiene una población total estimada inferior a los 2500 ejemplares con importantes fluctuaciones del número de individuos y el área de ocupación de cada población.
La especie está clasificada como vulnerable según la UICN. No se han constatado pérdidas recientes de población.
Generalmente las poblaciones están formadas por pequeños grupos de 1 a 25 ejemplares, aunque pueden llegar a ser localmente abundantes y superar los varios centenares.